# DN7E
De DN7E (Drum Național 7E of Nationale weg 7E) is een weg in Roemenië. Hij loopt door Arad. De weg is 11 kilometer lang.

## Geschiedenis
De DN7E was vroeger onderdeel van de DN7. Deze weg ligt inmiddels om het noorden van Arad heen. De DN7 door de stad is toen hernummerd tot DN7E.